# Цирке, Эрнст
Эрнст Цирке (нем. Ernst Zierke, 6 мая 1905 — 23 мая 1972) — немец, член нацистской партии, в рядах СС дослужился до звания — унтершарфюрер. Активный член программы Т-4 в таких концлагерях, как: Белжец и Собибор (Операция Рейнхард)

## Биография
Эрнст Цирке родился 6 мая 1905 года в городке Целле, Нижняя Саксония. Его отец был железнодорожником и умер в 1917 году, когда сыну было двенадцать лет. После завершения обучения в государственной школе Эрнст начал работать лесорубом. К 1930 году Цирке оказался безработным и сначала стал членом нацистской партии, а после и штурмовых отрядов. После этого был направлен на обучение по специальности фельдшер, практиковался в больнице города Нойруппин, после чего получил постоянную должность. В конце 1939 года ему было предложено принять участие в программы Т-4. После согласия Цирке был устроен на должность водителя и фельдшера. Местом его работы были центры эвтаназии (газовые камеры) в Хадамаре и Гомадингене. В конце 1941 года он был переведён в больницу Эйхберга. С января по март 1942 года он был членом Организации Тодта во время её деятельности в СССР, а после марта снова вернулся в Эйхберг. С июня 1942 года по март 1943 года он был членом команды концлагеря Белжец. Здесь Цирке работал главным образом на разгрузочной рампе прибывающих транспортных вагонов и контролировал процесс разделения жертв до того, как их отправляли в газовые камеры. С 5 ноября 1943 года он был ненадолго откомандирован в село (пол. Dorohucza), где располагался трудовой лагерь, а после в Собибор. Здесь главная задача Цирке заключалась в контролировании демонтажа конструкций. Он был причастен к массовому убийству группы из более чем тридцати еврейских рабочих, которые демонтировали лагерные сооружения. В 1945 году был арестован американскими военными. На судебном процессе, который состоялся в Мюнхене в 1964 году, Цирке был оправдан. На судебном разбирательстве по делу о преступлениях в Собобире в Хагене 1966 году он был освобождён от уголовного преследования по состоянию здоровья.